# Cinque categorie rosse
Le cinque categorie rosse (紅五類T, 红五类S, HóngwǔlèiP) si riferiscono ai seguenti cinque gruppi politici utilizzati nella Repubblica popolare cinese al tempo di Mao Zedong:
- Contadini poveri e della classe medio-bassa (贫下中农)
- Operai (工人)
- Soldati rivoluzionari (革命军人) all'interno dell'Esercito popolare di liberazione (ELP)
- Quadri rivoluzionari (革命干部)
- Martiri rivoluzionari (革命烈士), inclusi parenti stretti, figli, nipoti (se presenti) e parenti di membri defunti del Partito Comunista Cinese (PCC) e personale di servizio dell'ELP ucciso in azione.

Queste categorie furono favorite dal Partito Comunista Cinese durante la Rivoluzione culturale cinese ed erano l'opposto delle cinque categorie nere, che furono ampiamente perseguitate e persino uccise (Terrore Rosso come l'Agosto Rosso).